# Dennis Lind
Dennis Lind (født 3. februar 1993 i Roskilde) er en dansk racerkører. Han blev europa- og verdensmester i Lamborghini Super Trofeo-serien 2016 for det italienske team Raton Racing. Han har tidligere vundet DTC i 2013.
Dennis Lind er fætter til Kevin Magnussen.